# Synagoge (Groningen)
De synagoge is een in 1906 gerealiseerd joods gebouw aan de Folkingestraat 60 in de Nederlandse stad Groningen. Ze was in gebruik van 1906 tot 1942 en is sinds 1981 opnieuw aan de eredienst gewijd. Wel is de gebedsruimte verkleind en zo is ruimte ontstaan voor een museaal deel. In 2021 is in de synagoge een permanente expositie geopend waarin bezoekers kennis kunnen nemen van de joodse cultuur en religie en de geschiedenis van de joodse gemeenschappen in stad en provincie Groningen.
Aan de zijde van de Nieuwstad grenst het gebouw aan het oudere Rabbinaatshuis (met badhuis) uit 1890, twee van de vier rituele baden zijn te bezichtigen. Achter het gebouw liggen restanten van de vroegere Zwaantjesgang. 

## Ontwerp
De synagoge is een schepping van de architect Tjeerd Kuipers in samenwerking met de architect Ytzen van der Veen. Beide architecten hadden een gereformeerde achtergrond en werkten onder andere ook samen bij de bouw van de Zuiderkerk in de Stationsstraat te Groningen. Ze ontwierpen een gebouw dat veel weg heeft van een kruisbasiliek of basilica, bestaande uit een transept, een apsis, een middenschip en twee zijschepen. De opbouw met zijschepen werd gekozen om bouwtechnische redenen; deze moeten het houten tongewelf van de synagoge ondersteunen. In de Groninger archieven bevindt zich een plattegrond van de synagoge getekend door Van der Veen.
Het gebouw wordt gekenmerkt door een neomoorse stijl, met veel oosters aandoende hoefijzer- en sleutelgatbogen in de ramen en galerijen. Het is het laatste en meest uitbundige voorbeeld van deze stijl in Nederland. De oriëntaalse stijl ontleende Kuipers aan Nieuwe Synagoge van Berlijn en de Sempersynagoge in Dresden, die hij tijdens een studiereis bezocht.   
Voor veel buitenstaanders is de synagoge een wat apart gebouw: Waar het gebouw van binnen stijlkenmerken van een kerk lijkt te hebben, wordt de buitenzijde met de twee ronde koepeltorens soms wel vergeleken met een moskee.

### Exterieur
De voorgevel aan westzijde is voorzien van een hoofdportaal met twee uitspringende zijportalen. Deze zijportalen hebben bordessen met forse balustraden. De vierkante hoektorens erachter worden naar boven toe afgeschuind tot achtkanten en hebben aan bovenzijde een bolvormige koepel met open lantaarn. Het hoofdportaal heeft een puntgevel, waarin zich een kleurrijk rond glas-in-loodraam met een davidster bevindt.

### Interieur
Het gebouw is van binnen aan noord-, west- en zuidzijde door gaanderijen opgedeeld in een mannengedeelte beneden en een vrouwengalerij boven. De eigenlijke sjoel is door een hek gescheiden van de rest van de synagoge, die sinds 2003 opengesteld is als museum. De halfronde uitgebouwde apsis aan oostzijde biedt plaats aan de Heilige Arke en de bima. Het interieur wordt overdekt door een houten tongewelf, dat verdeeld is in gewelfvlakken en samengesteld is uit decoratief beschilderde houten latten. Het gebouw is voorzien van veel glas-in-loodramen, waarvan de vensters in de lichtbeuk, de sleutelgatvensters boven de vrouwengalerijen en de eindgevels van het transept voor de meeste lichtinval zorgen. Het interieur wordt qua kleurstelling gekenmerkt door de aanwezigheid van veel olijfgroen en helderrood geschilderde baksteen, Friese majolicategels in de lambrisering en Griekse ornamenten.

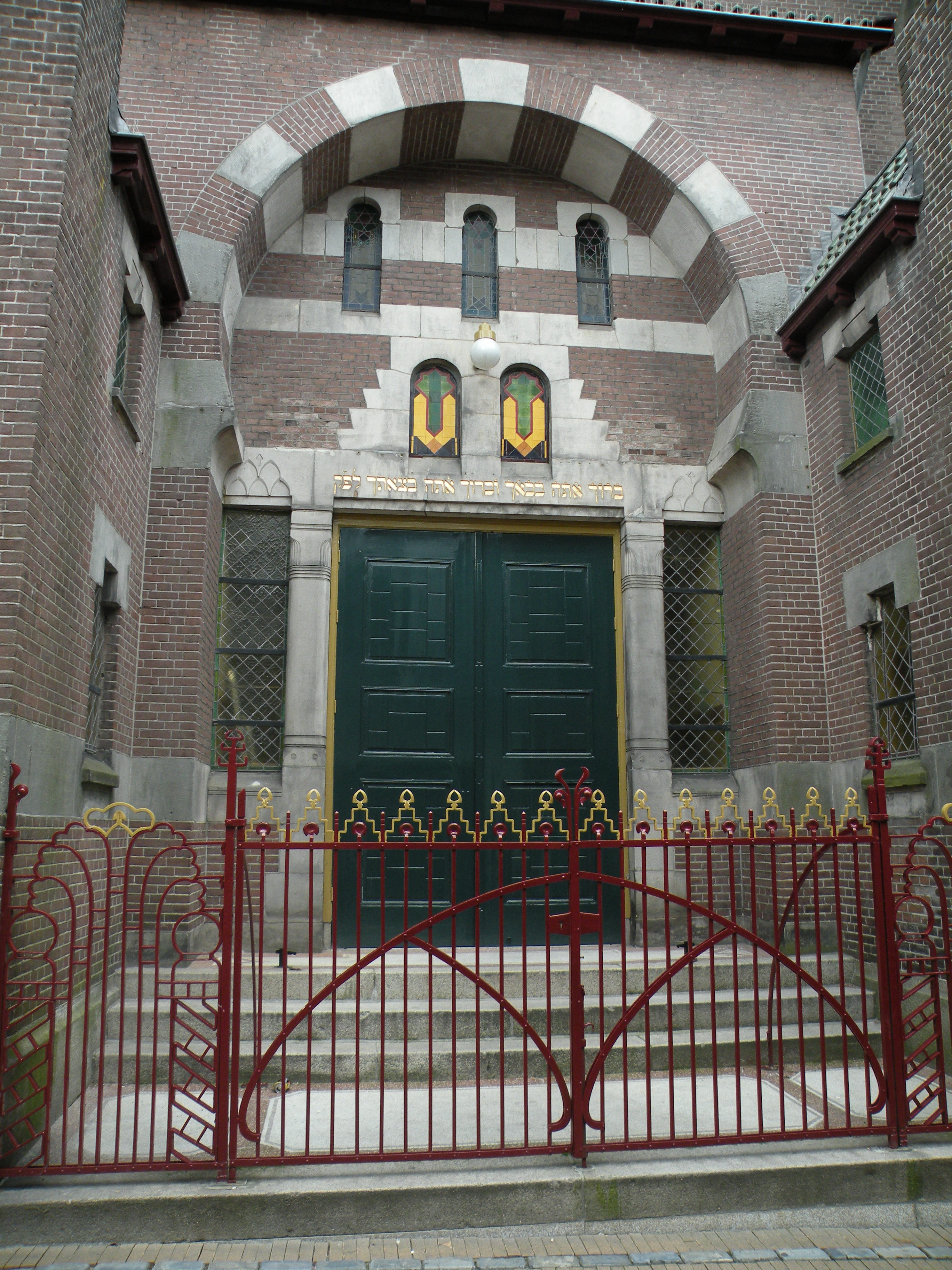
Hoofdportaal
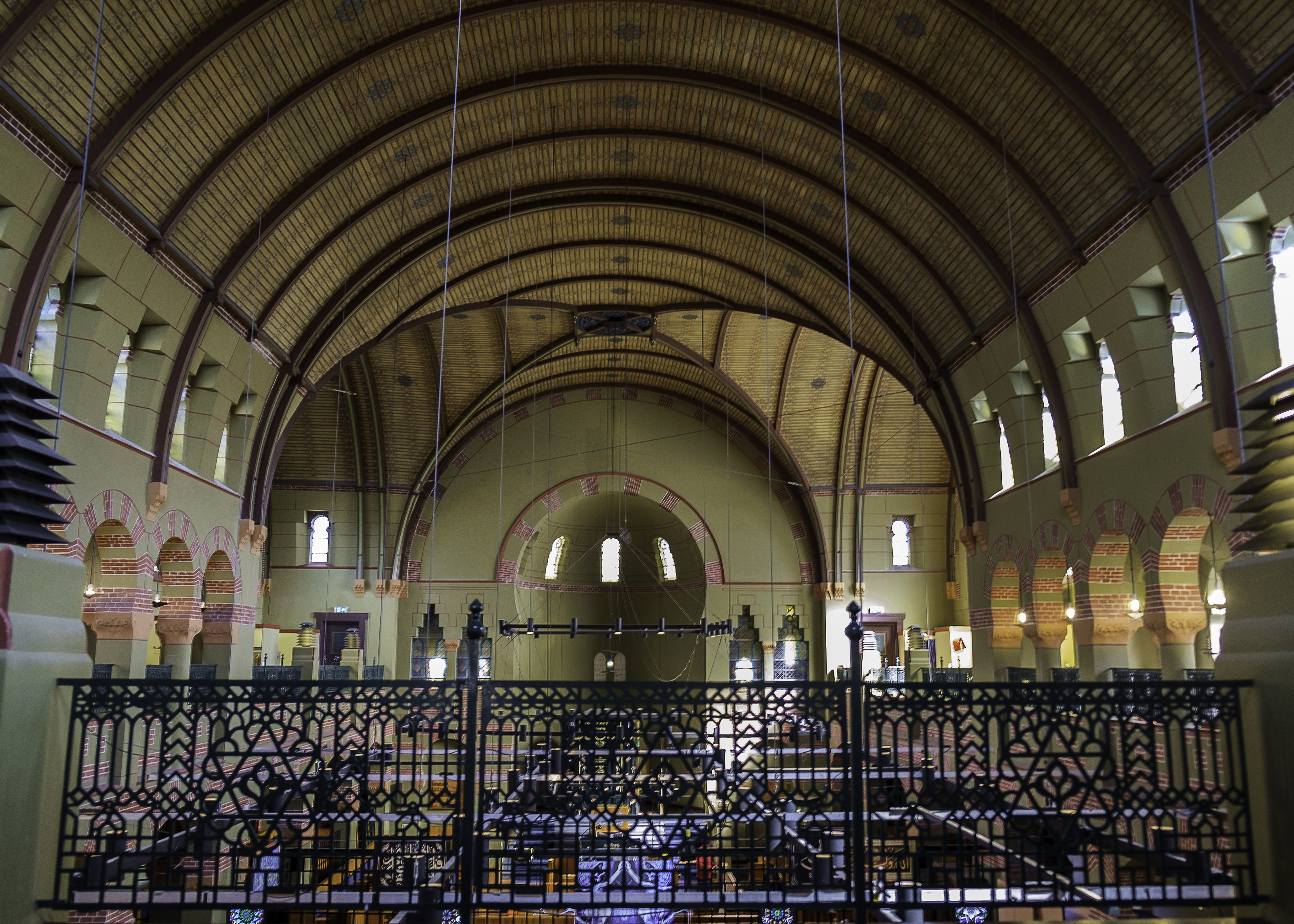
Interieur naar achteren met op de achtergrond het tongewelf
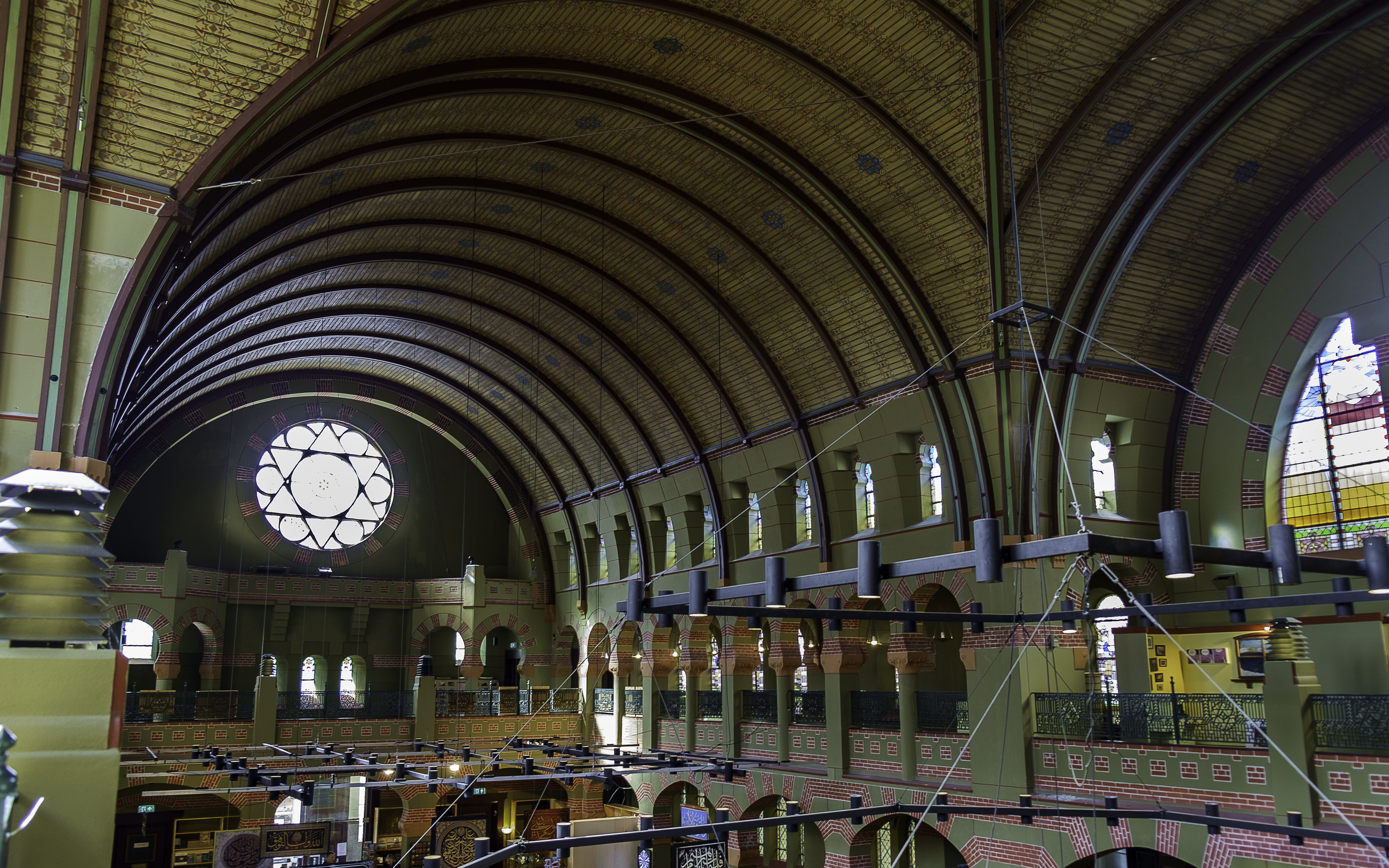
Vrouwengalerijen met hoefijzerbogen vanuit een van de zijschepen
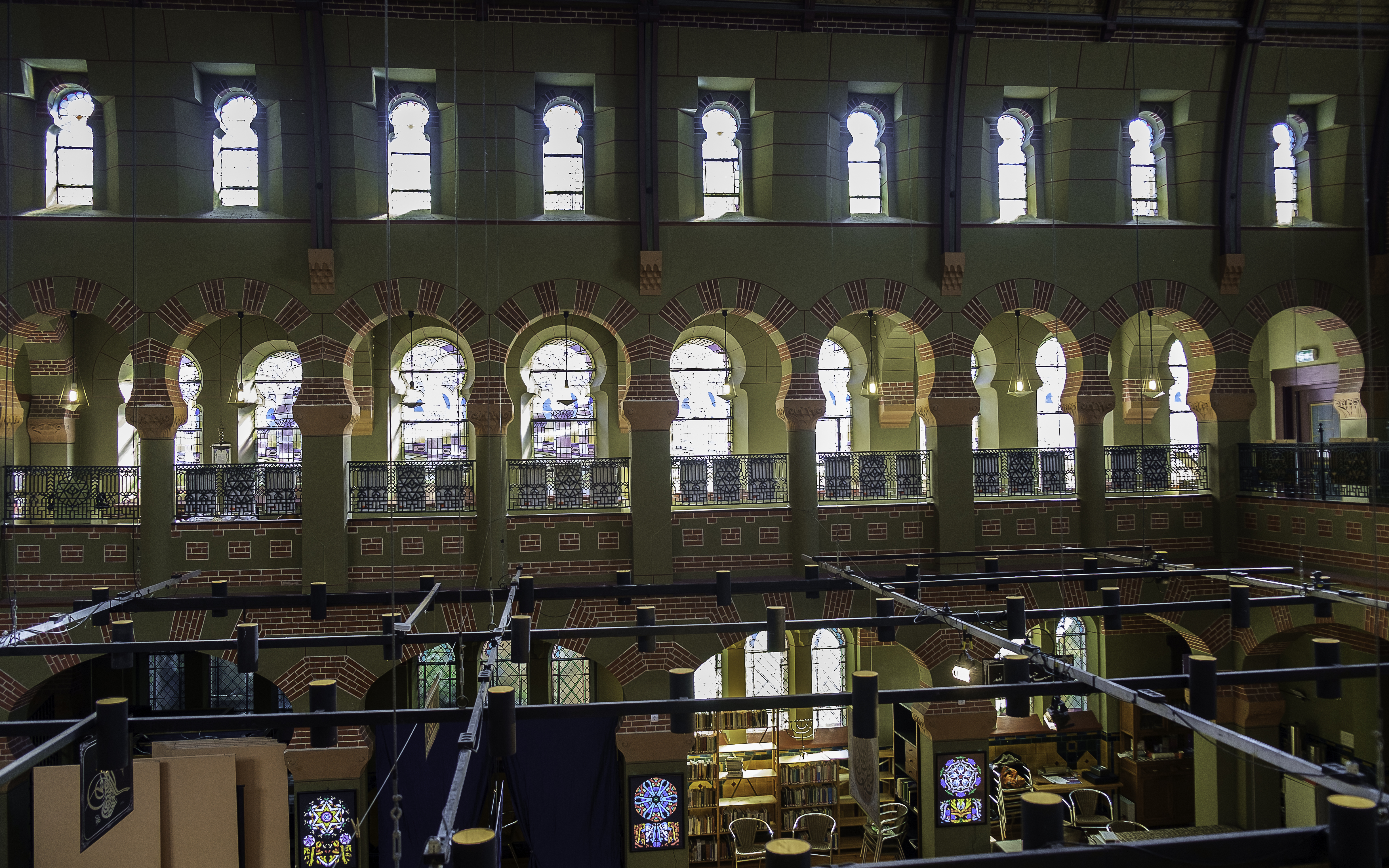
Hoefijzerbogen boven de oostelijke vrouwengalerij met een blik op de benedenverdieping
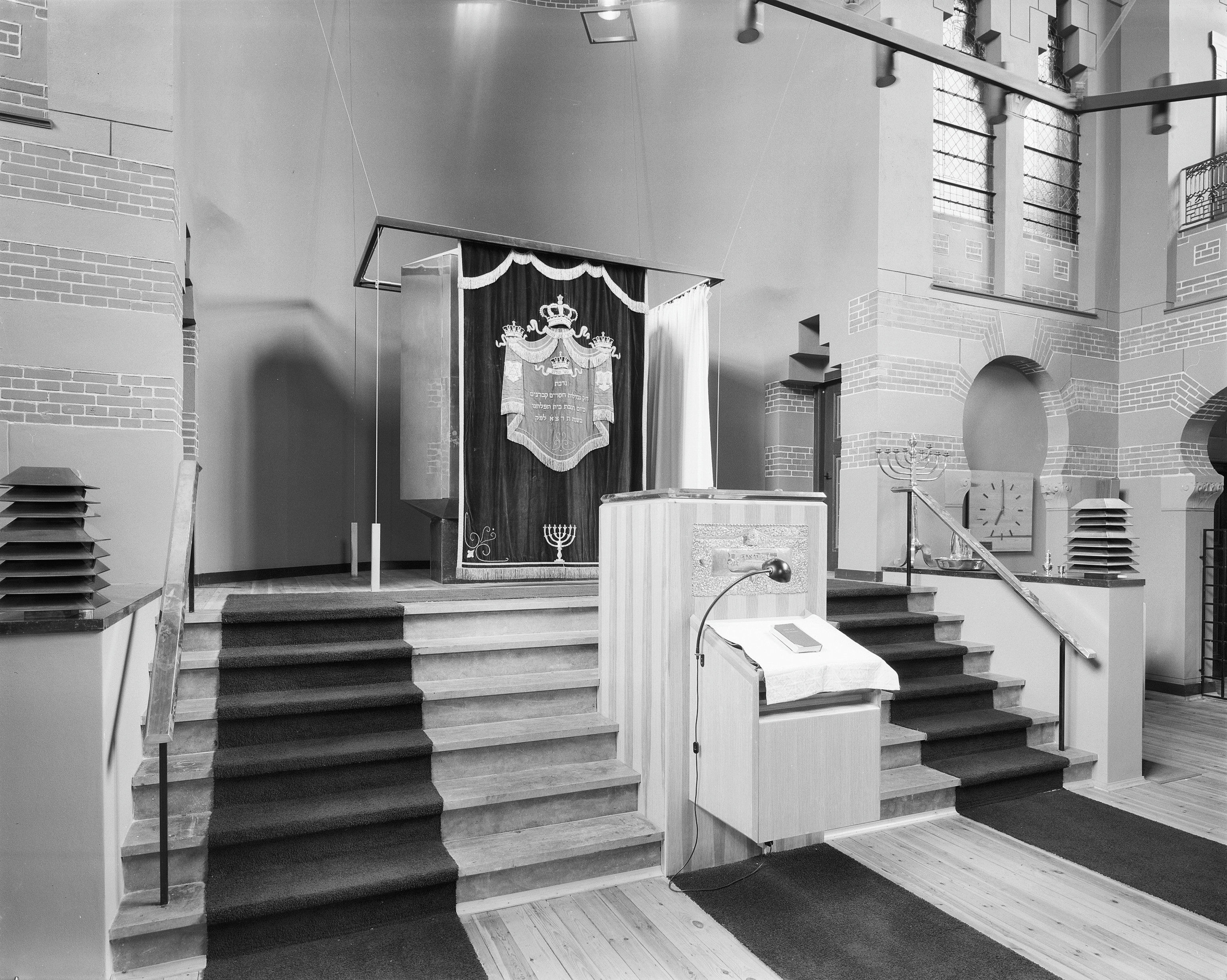
Bima met
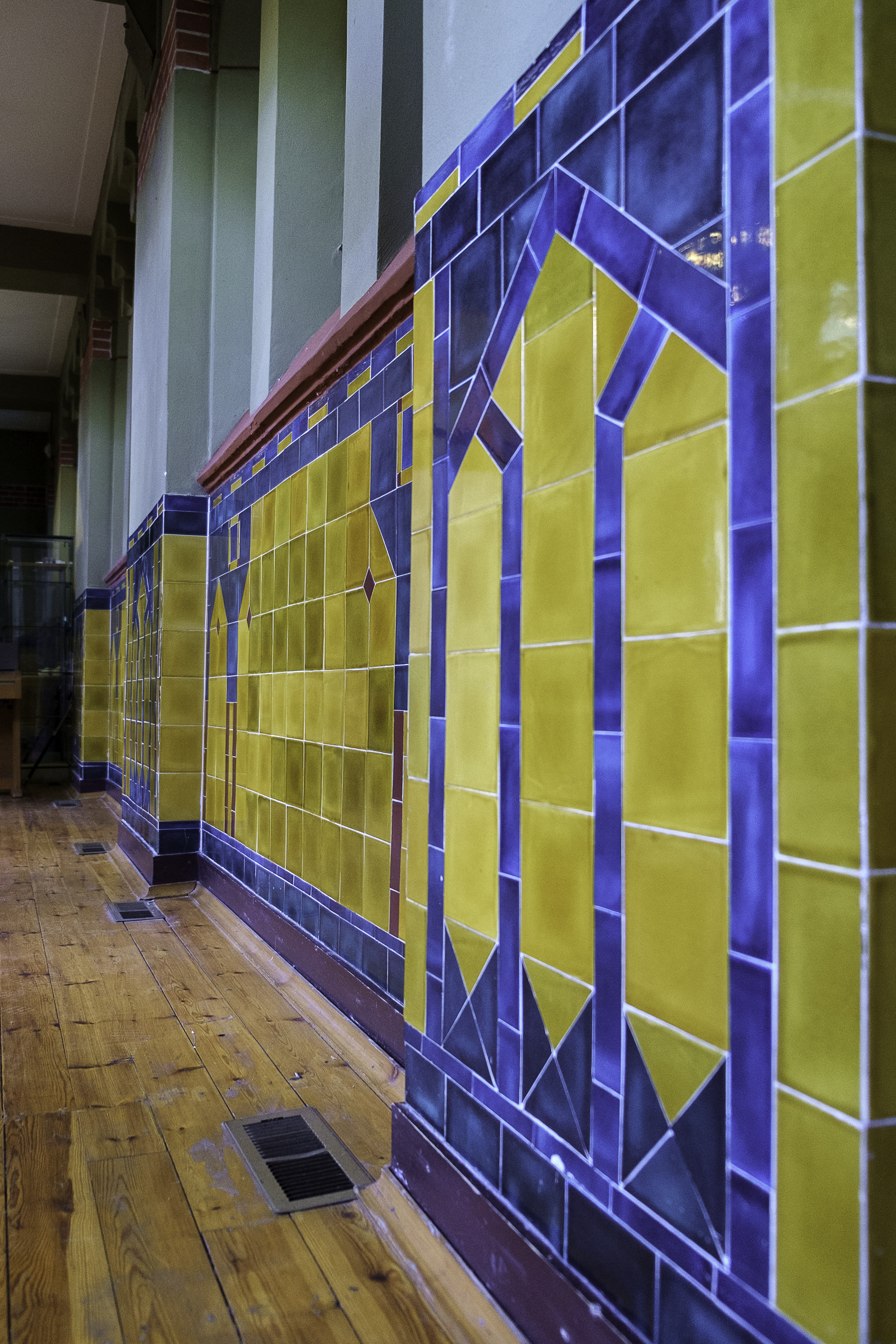
Lambrisering met Friese majolicategels
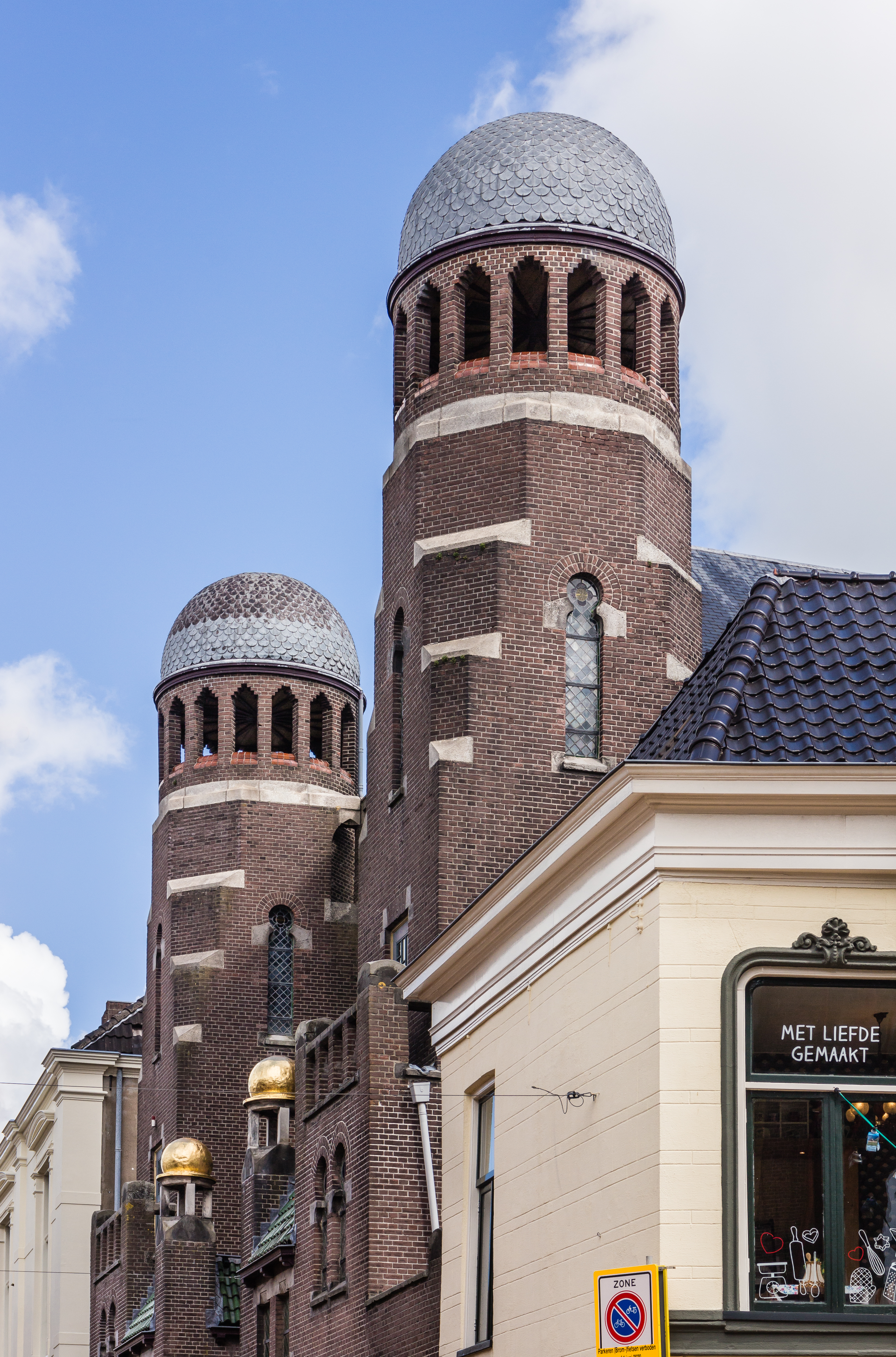
De twee torens.
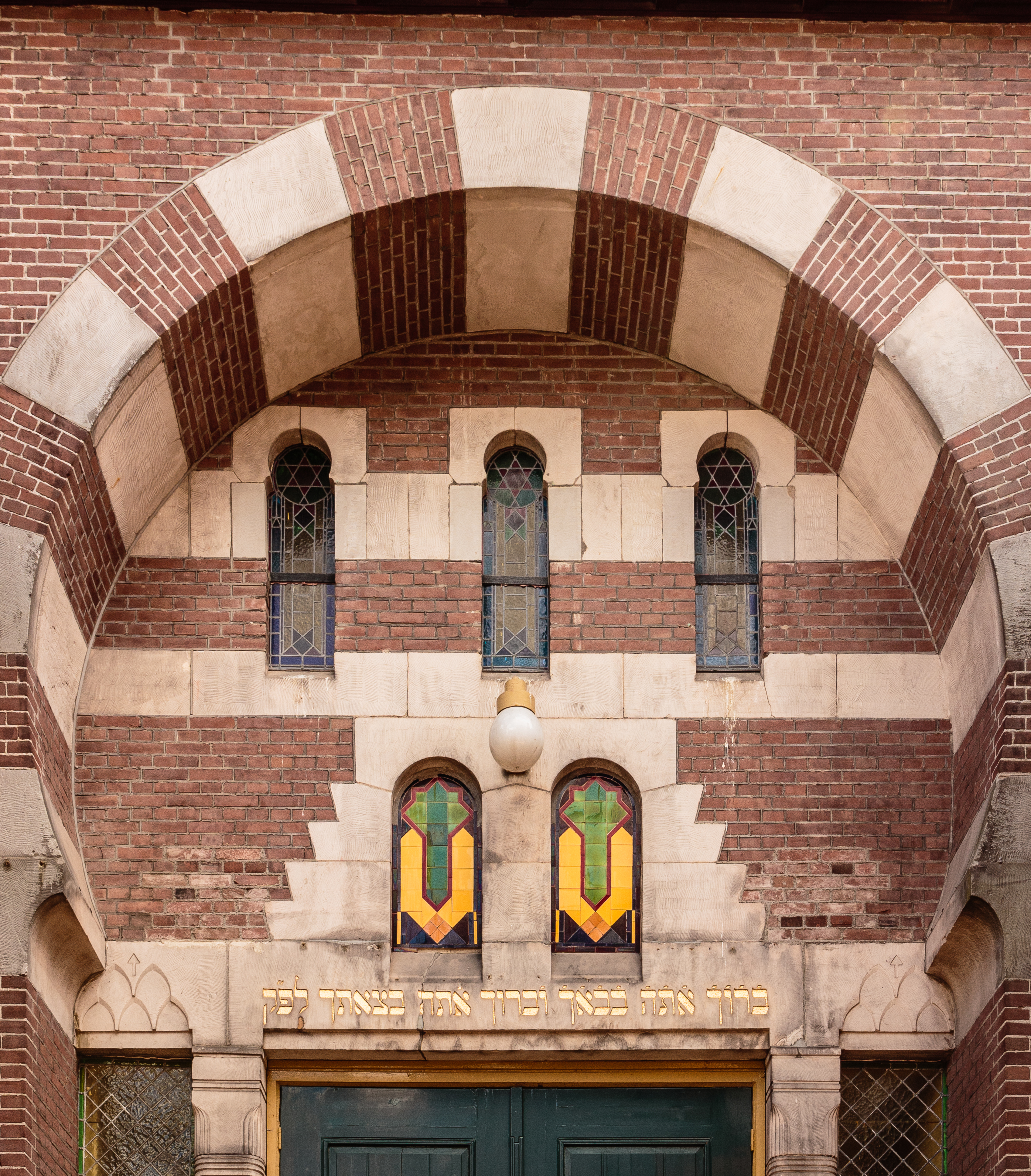
Ornamenten boven de ingang.

## Geschiedenis

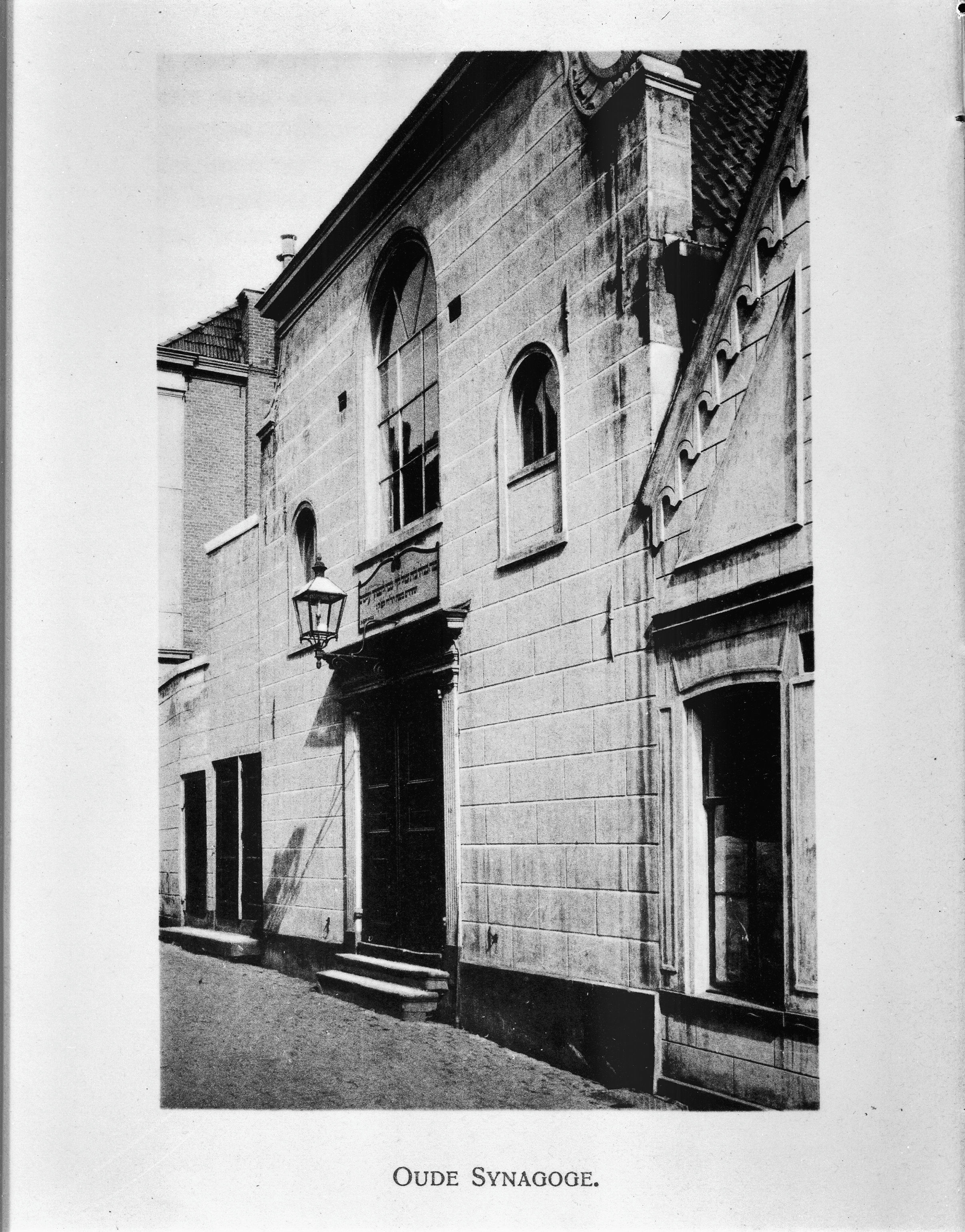
Oude synagoge uit 1756

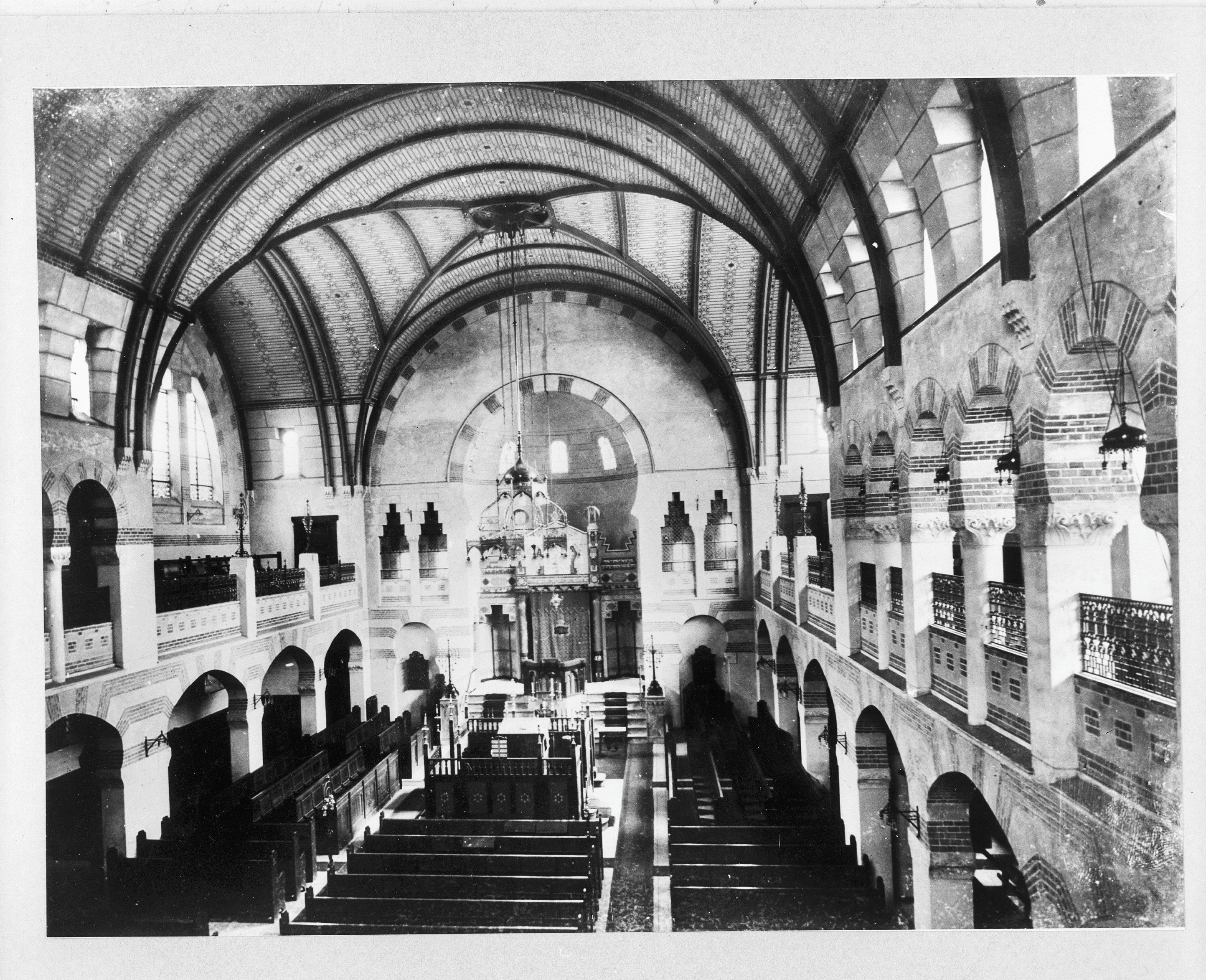
De oorspronkelijke inrichting

### Bouw
De nieuwe synagoge verving een synagoge uit 1756 die op dezelfde plek stond en te klein, maar vooral te bouwvallig was geworden. Men wilde vervolgens een groter gebouw met meer uitstraling passend bij de in de 19e eeuw voltooide joodse emancipatie. 
Het nieuwe gebouw kreeg 363 zitplaatsen in het schip, 116 in de zijschepen en 148 op de vrouwengalerij. De Groningse synagoge bood voor de Tweede Wereldoorlog plaats aan ruim zeshonderd leden van de Nederlands-Israëlitische Gemeente. De initialen N.I.G. van deze orthodox-joodse gemeente staan in de topgevel van het aangrenzende Rabinaatshuis.

### Ontmanteling
In 1942 werd het gebouw door de bezetters gesloten en vervolgens gebruikt als opslag- en verzamelplaats voor radio's, koper en tin. De kostbare thorarollen en liturgische voorwerpen werden verborgen in de kluis van een bankgebouw in Groningen. 
Slechts ongeveer tweehonderd van de 2800 Groningse joden overleefden de oorlog. De joodse gemeente zag zich daarop in verband met de hoge stookkosten en het onderhoud genoodzaakt het gebouw in 1952 te verkopen en te verhuizen naar een nieuw pand aan de Folkingedwarsstraat. 
De nieuwe eigenaar was J.H. Brink van de chemische wasserij en ververij Astra ('ster'). Brink liet de apsis slopen en vervangen door een volière, waarvan de vogels een alarmfunctie hadden bij giftige dampen, die net als de waterdampen een verwoestend effect hadden op de muren en het interieur. Ook werden voor de wasserij leidingen door de muur getrokken en werd een ventilator geplaatst in het ronde venster boven de ingang voor het verdrijven van de dampen. De bovenverdieping werd geschikt gemaakt als ruimte voor de bijeenkomsten van het Apostolisch Genootschap, waarbij de eigenaar was aangesloten. Daartoe werden aan voor- en achterzijde nieuwe vloeren gelegd tussen de beide galerijen. De zijgalerijen werden aan binnenzijde dichtgemetseld omdat de Apostolische gemeente tijdens de diensten geen zicht wilde hebben op de wasserij. Voor de daardoor verdwenen lichtinval in de wasserij werden daarop ramen gemaakt in het tongewelf. Opvallend detail is overigens dat men in het Apostolisch Genootschap de eigen gebouwen formeel geen kerk noemt, maar Plaats van Samenkomst. Dit begrip komt (toevalligerwijs) overeen met de letterlijke betekenis van het woord synagoge is. 

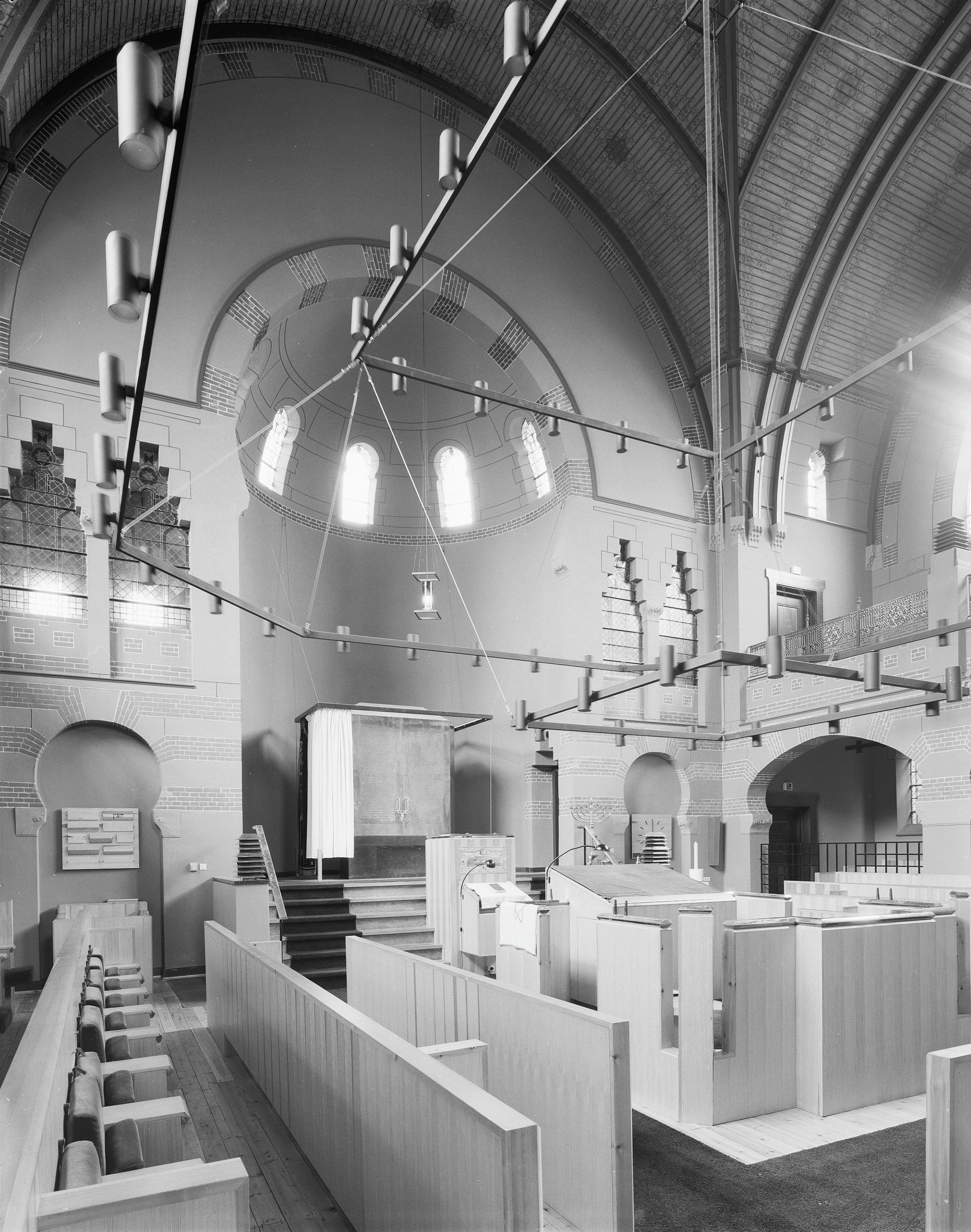
Interieur met lichtgeverfde banken na de eerste restauratie (1984). Bij de restauratie van de jaren 2010 werd het oorspronkelijke donkerhouten interieur weer hersteld.

### Van sloopplannen naar restauratie
Nadat Astra in 1973 failliet ging en de Apostolische gemeenschap een ander onderkomen had gevonden, kwam het gebouw leeg te staan en verpauperde in de loop der tijd steeds verder. Het glas-in-loodraam aan de voorzijde werd ingegooid en er werden honden uitgelaten in het gebouw. In het dak waren naar verluidt gaten ontstaan van de naaldhakken van prostituees die hier vanuit het vroegere Rabinaatshuis (toen een seksclub) uit het zicht gingen zonnebaden. De gemeente Groningen had plannen om de hele buurt inclusief synagoge te slopen en te vervangen door nieuwbouw. In 1975 richtten bezorgde burgers onder leiding van Lenny Wolgen Salomons een stichting op om het gebouw te behouden. Zij kregen steun van PPR-gedeputeerde Halbe Kuipers en PvdA-statenlid Joop Olman. PvdA-wethouder Jacques Wallage, die de zoon was van de leider van de joodse gemeente in Groningen, was destijds juist voor sloop omdat er volgens hem alleen de gevolgen van de oorlog mee werden herdacht en niet de oorzaken. In een onbewaakt ogenblik zei hij zelfs te twijfelen of twee joodse monumenten (naast het joods monument van Wazkowsky) misschien wat te veel van het goede was. Tijdens zijn latere burgemeesterschap in de jaren 1990 betreurde Wallage overigens zijn socialistische visie van destijds. Uiteindelijk besloot de Groningse gemeenteraad met een nipte meerderheid van 1 stem eind 1976 toch om het gebouw aan te kopen en te restaureren. In 1977 zette CRM-minister Harry van Doorn (PPR) het gebouw op de monumentenlijst. Nadat de twijfelende joodse gemeenschap was overgehaald om toch weer terug te keren en de gemeente van het CRM geld toegezegd had gekregen, kon de restauratie in 1979 beginnen.
Bij deze restauratie onder leiding van architecten Fred Dubbeling (exterieur) en Piet Cohen (interieur) werden alle ingrepen van Astra weer ongedaan gemaakt en werd de absis weer herbouwd. Cohen kreeg opdracht het aantal zitplaatsen terug te brengen van 600 naar 120, eigenlijk nog te veel voor de gedecimeerde joodse gemeente. Hij moest intimiteit creëren, en schermde delen van het gebouw af. Een stalen lichtconstructie functioneert als een doorzichtige koepel.

### Monument en museum
In 1981 werd de synagoge heringewijd door rabbijn Jacobs. Sindsdien wordt ze gebruikt als 'sjoel' door de joodse gemeente Groningen en als culturele ruimte voor concerten, exposities, rondleidingen en educatie door de Stichting Folkingestraat Synagoge. Deze organisatie verzorgt de openstelling en de culturele agenda van het gebouw. In 2008 werd de Stichting Oude Groninger Kerken eigenaar van het gebouw. Tussen 2011 en 2012 werd de synagoge opnieuw gerestaureerd. In de periode 2019-2021 volgden opnieuw werkzaamheden, als voorbereiding op de opening van een permanente expositie over het jodendom en joods Groningen. Deze expositie werd op 5 september 2021 geopend door René Paas, de commissaris van de koning in Groningen. De synagoge is het hele kalenderjaar geopend voor museaal bezoek. Naast de permanente expositie zijn er ook wisselexposities en tal van culturele activiteiten zoals lezingen, concerten en workshops. Tijdens de openingsuren worden er rondleidingen verzorgd in de synagoge en op zondag ook in de voormalige joodse buurt van Groningen.